# Keith Yandle
Keith Michael Yandle, född 5 september 1986 i Milton, Massachusetts, är en amerikansk före detta professionell ishockeyspelare som sist  spelade för Florida Panthers i National Hockey League (NHL). Han spelade tidigare på NHL-nivå för Phoenix Coyotes/Arizona Coyotes och New York Rangers och på lägre nivåer för San Antonio Rampage i American Hockey League (AHL) och Moncton Wildcats i Ligue de hockey junior majeur du Québec (LHJMQ).
Yandle draftades i fjärde rundan i 2005 års draft av Phoenix Coyotes som 105:e spelare totalt.
Han var back och assisterande lagkapten i Coyotes. Hösten 2010 fick han sitt stora genombrott vilket belönades med en plats i NHL:s All Star-match i januari 2011.
Den 1 mars 2015 skickade Coyotes iväg Yandle, Chris Summers och ett fjärde draftval i 2016 års draft till Rangers i utbyte mot John Moore, Anthony Duclair, Rangers första draftval i 2016 års draft och ett andra draftval i 2015 års draft. Den 20 juni 2016 valde Rangers att skicka iväg Yandles förhandlingsrättigheter till Florida Panthers i utbyte mot Panthers draftval i sjätte rundan i 2016 års draft och ett villkorat draftval i 2017 års draft om Yandle skriver kontrakt med dem. Tre dagar senare blev det offentligt att Yandle skrev ett sjuårigt kontrakt med Panthers till ett värde av $44,45 miljoner.

## Statistik

### Klubbkarriär
| 2002–2003    | Cushing Academy     |              | 30  | 4  | 26  | 30  | 61  | —  | — | —  | —  | —  |
| 2003–2004    | Cushing Academy     |              | 37  | 14 | 48  | 62  | 78  | —  | — | —  | —  | —  |
| 2004–2005    | Cushing Academy     |              | 34  | 14 | 40  | 54  | 52  | —  | — | —  | —  | —  |
| 2005–2006    | Moncton Wildcats    | LHJMQ        | 66  | 25 | 59  | 84  | 109 | 21 | 6 | 14 | 20 | 36 |
| 2006–2007    | Phoenix Coyotes     | NHL          | 7   | 0  | 2   | 2   | 8   | —  | — | —  | —  | —  |
|              | San Antonio Rampage | AHL          | 69  | 6  | 28  | 34  | 97  | —  | — | —  | —  | —  |
| 2007–2008    | Phoenix Coyotes     | NHL          | 43  | 5  | 7   | 12  | 14  | —  | — | —  | —  | —  |
|              | San Antonio Rampage | AHL          | 30  | 1  | 14  | 15  | 80  | 5  | 0 | 0  | 0  | 8  |
| 2008–2009    | Phoenix Coyotes     | NHL          | 69  | 4  | 26  | 30  | 37  | —  | — | —  | —  | —  |
| 2009–2010    | Phoenix Coyotes     | NHL          | 82  | 12 | 29  | 41  | 45  | 7  | 2 | 3  | 5  | 4  |
| 2010–2011    | Phoenix Coyotes     | NHL          | 82  | 11 | 48  | 59  | 68  | 4  | 0 | 5  | 5  | 0  |
| 2011–2012    | Phoenix Coyotes     | NHL          | 82  | 11 | 32  | 43  | 51  | 16 | 1 | 8  | 9  | 10 |
| 2012–2013    | Phoenix Coyotes     | NHL          | 48  | 10 | 20  | 30  | 54  | —  | — | —  | —  | —  |
| 2013–2014    | Phoenix Coyotes     | NHL          | 82  | 8  | 45  | 53  | 63  | —  | — | —  | —  | —  |
| 2014–2015    | Arizona Coyotes     | NHL          | 63  | 4  | 37  | 41  | 32  | —  | — | —  | —  | —  |
|              | New York Rangers    | NHL          | 21  | 2  | 9   | 11  | 8   | 19 | 2 | 9  | 11 | 10 |
| 2015–2016    | New York Rangers    | NHL          | 82  | 5  | 42  | 47  | 40  | 5  | 1 | 0  | 1  | 2  |
| NHL totalt   | NHL totalt          | NHL totalt   | 661 | 72 | 297 | 369 | 420 | 51 | 6 | 25 | 31 | 26 |
| AHL totalt   | AHL totalt          | AHL totalt   | 99  | 7  | 42  | 49  | 177 | 5  | 0 | 0  | 0  | 8  |
| LHJMQ totalt | LHJMQ totalt        | LHJMQ totalt | 66  | 25 | 59  | 84  | 109 | 21 | 6 | 14 | 20 | 36 |

### Internationellt
| År            | Lag           | Turnering     | Matcher | Mål | Assist | Poäng | Utv |
| ------------- | ------------- | ------------- | ------- | --- | ------ | ----- | --- |
| 2010          | USA           | VM            | 6       | 1   | 3      | 4     | 0   |
| Senior totalt | Senior totalt | Senior totalt | 6       | 1   | 3      | 4     | 0   |